# Eutícrates

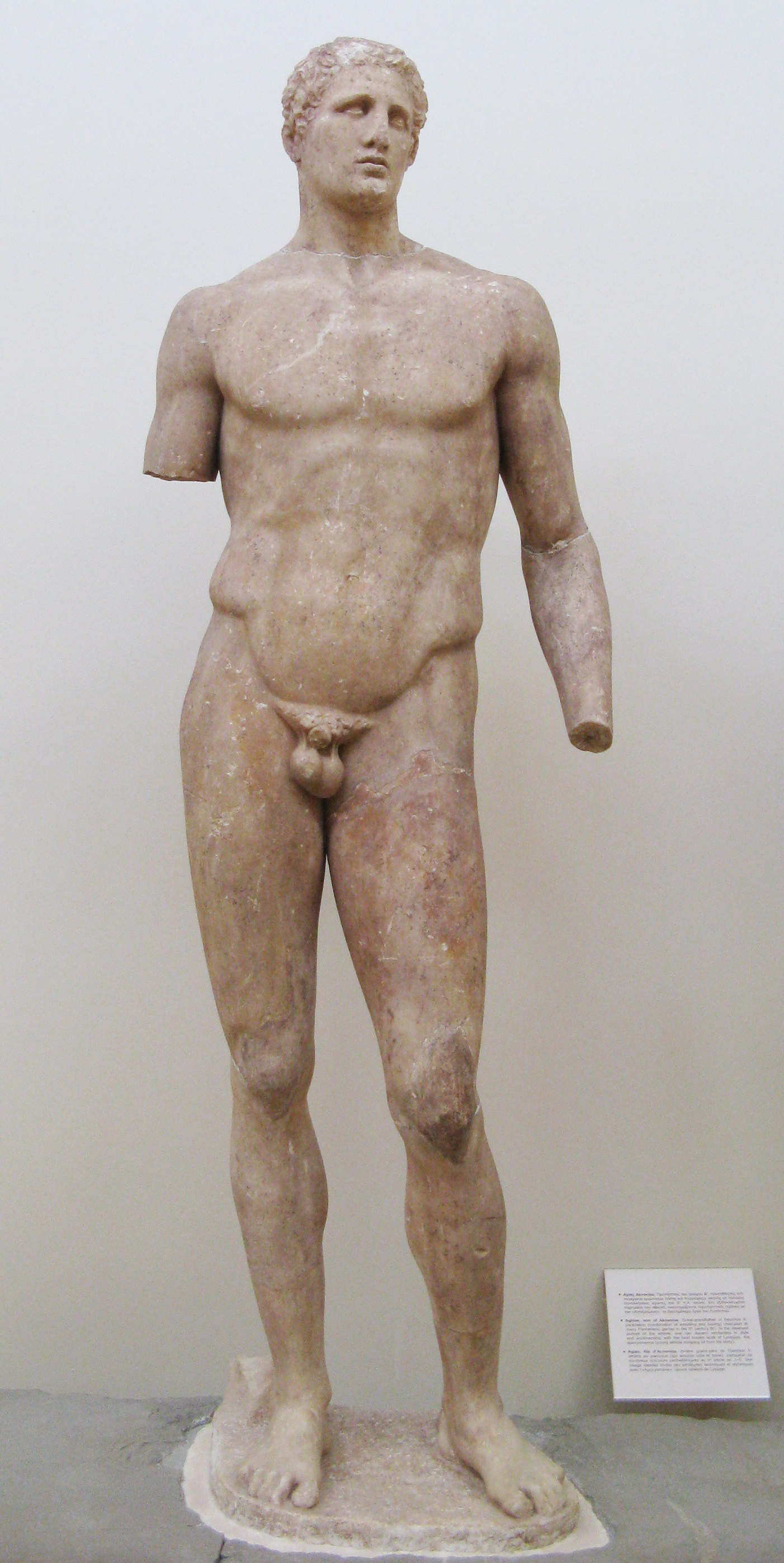
Estatua de la atleta Agia, copia en mármol de un original de bronce, probablemente realizada por Lisipo o su hijo Eutícrates, alrededor del 337 a. C.

Eutícrates   (en griego antiguo: Εὐθυκράτης, romanizado: Euthycrates) fue un escultor griego que Plinio el Viejo sitúa hacia el 300 a. C., en la Olimpiada 120.

## Biografía y obras
Fue hijo y discípulo distinguido de Lisipo al que en parte imitó sin conseguir su gracia y esbeltez, prefiriendo el realismo a la elegancia expresiva, según dice Plinio el Viejo. Esta característica de su estilo se veía en una estatua de Heracles en Delfos y estatuas de Alejandro Magno, el cazador Testio, y los Testiadas, los tíos de Meleagro muertos durante la cacería del Jabalí de Calidón, entre otros que enumera Plinio, pero en un pasaje corrupto que no se puede leer. Taciano dice que hizo estatuas de heteras (cortesanas).